# 335 (číslo)
Tři sta třicet pět je přirozené číslo, které následuje po čísle tři sta třicet čtyři a předchází číslu tři sta třicet šest. Římskými číslicemi se zapisuje CCCXXXV a řeckými číslicemi τλε.

## Matematika
335 je:
- Poloprvočíslo
- Nešťastné číslo
- Číslo dělitelné počtem prvočísel menších než číslo samotné (67)

## Astronomie
- (335) Roberta je planetka hlavního pásu, kterou objevil v roce 1892 Anton Staus

## Doprava
- Silnice II/335 je česká silnice II. třídy vedoucí na trase Mnichovice – Ondřejov – Stříbrná Skalice – Sázava – Uhlířské Janovice – Zbraslavice – II/339[1][2][3]

## Roky
- 335
- 335 př. n. l.